# Henri Verhavert
Henri William Verhavert (1884. szeptember 8. – 1955. augusztus 5.) olimpiai bronzérmes belga tornász.
Ez első világháború után az 1920. évi nyári olimpiai játékokon indult, és mint tornász versenyzett. Svéd rendszerű csapat összetettben bronzérmes lett.